# Lisbeth Werner
Lisbeth Werner var den pseudonym under vilken de danska författarna Knud Meister och Carlo Andersen skrev en rad böcker om Puck (Puk), en flicka som går på internatskola. På danska finns 46 böcker, men endast 18 översattes till svenska. Däremot översattes 21 av böckerna till franska. Intrigerna utgörs dels av nya elever som har svårt att anpassa sig, dels av diverse mysterier. Trots att internatskolan är en samskola utspelas konflikterna mestadels mellan flickorna.

## Böcker
- 1. Puck på internatskola (Puk på kostskole)
- 2. Puk slår sig lös (Puk slår sig løs)
- 3. Puck i fara / Puck vågar sitt liv (Puk vover pelsen)
- 4. Puck på nya äventyr (Puk på nye eventyr)
- 5. Puck ger sig inte (Puk gier sig inte)
- 6. Puck hjälper till (Puk kommer til hjaelp)
- 7. Puck i snön (Puk i sneen)
- 8. Puck tar chansen (Puk tar chancen)
- 9. Puck har bråttom (Puk har faert på)
- 10. Puck och leoparden (Puk og leoparden)
- 11. Puck har en nyhet! (Puk har en nyhed)
- 12. Puck som filmstjärna (Puk som filmstierne)
- 13. Pucks stora upplevelse (Puks store oplevelse)
- 14. Puck vinner igen (Puk vinder igen)
- 15. Puck visar klorna (Puk viser kloer)
- 16. Stackars Puck (Stakkels Puk)
- 17. Det ordnar Puck (Det ordner Puk)
- 18. Bra gjort, Puck (Fint klaret, Puk)